# 극자외선 탐사선
극자외선 탐사선(Extreme Ultraviolet Explorer, EUVE)는 1992년 6월 7일에 발사된 자외선 우주 망원경이다. 7 ~ 76 ㎚ 파장대의 장비를 탑재했으며, 매우 짧은 파장의 자외선 관측에 특화되었다. 2001년 1월 31일에 퇴역할 때까지 전천을 돌아다니며 801개 천체를 관측했다. 2002년 1월 30일에 대기로 재돌입, 불타 없어졌다.